# Kel Adagh
I Kel Adagh o più raramente Kel Ifoghas sono una confederazione tuareg che vivono nella regione del Adrar degli Ifoghas altopiani situati nel nordest del Mali. Il nome deriva dalla lingua tamashek "Kel" ("quelli da / di") e "Adagh" ("montagne"). Attualmente, non tutti i Tuareg abitanti nel Adrar degli Ifoghas sono Kel Adagh, mentre alcuni Kel Adagh sono distribuite attraverso il nord del Niger e  sud dell'Algeria, con popolazioni dell'Aïr, Tassili dell'Ajjer e l'Ahaggar.

## Tribù di Kel Adagh
- Kel Afella, quelli del Nord
- Kel Taghlit
- Kel Essouk, quelli del Essouk
- Kel Ouzzeyn
- Ifergoumessen
- Iriyaken
- Taghat Mellet quelli della capra bianca
- Idnan
- Ibatanaten